# Delegati da New York al Congresso degli Stati Uniti d'America

Distretti dello stato di New York dal 2024

Sin dall'ammissione all'Unione come stato, avvenuta nel 1788, lo stato di New York è rappresentato al Congresso degli Stati Uniti da una delegazione al Senato e alla Camera dei rappresentanti. Ogni stato elegge due senatori con mandati di sei anni, a prescindere dalla popolazione dello stato; quelli dello stato di New York appartengono alle classi 1 e 3. Elegge inoltre un numero di rappresentanti alla Camera in numero proporzionale alla popolazione, ogni due anni; è attualmente rappresentato alla Camera dei rappresentanti da 26 delegati, eletti in distretti uninominali con il sistema first-past-the-post.
Essendo il numero dei rappresentanti proporzionale alla popolazione dello stato, la rappresentanza alla Camera è variata nel corso della storia dello stato, da un minimo di 6 ad un massimo di 45 rappresentanti. L'ultimo censimento del 2020 ha comportato la perdita di un rappresentante, portando il totale a 26.

## Camera dei rappresentanti

### Delegati attuali
La delegazione dello stato di New York alla camera dei rappresentanti ha un totale di 26 membri in carica, 19 democratici e 7 repubblicani.
| Distretto | Rappresentante           | Partito      | CPVI (2025) | Inizio mandato               | Mappa del distretto |
| --------- | ------------------------ | ------------ | ----------- | ---------------------------- | ------------------- |
| 1°        | Nick LaLota              | Repubblicano | R+4         | 3 gennaio 2023               |                     |
| 2°        | Andrew Garbarino         | Repubblicano | R+6         | 3 gennaio 2021               |                     |
| 3°        | Tom Suozzi               | Democratico  | EVEN        | 13 febbraio 2024             |                     |
| 4°        | Laura Gillen             | Democratico  | D+2         | 3 gennaio 2025               |                     |
| 5°        | Gregory Meeks            | Democratico  | D+24        | 3 febbraio 1998              |                     |
| 6°        | Grace Meng               | Democratico  | D+6         | 3 gennaio 2013               |                     |
| 7°        | Nydia Velázquez          | Democratico  | D+25        | 3 gennaio 1993               |                     |
| 8°        | Hakeem Jeffries          | Democratico  | D+24        | 3 gennaio 2013               |                     |
| 9°        | Yvette Clarke            | Democratico  | D+22        | 3 gennaio 2007               |                     |
| 10°       | Dan Goldman              | Democratico  | D+32        | 3 gennaio 2023- in carica    |                     |
| 11°       | Nicole Malliotakis       | Repubblicano | R+10        | 3 gennaio 2021               |                     |
| 12°       | Jerry Nadler             | Democratico  | D+33        | 3 novembre 1992              |                     |
| 13°       | Adriano Espaillat        | Democratico  | D+32        | 3 gennaio 2017               |                     |
| 14°       | Alexandria Ocasio-Cortez | Democratico  | D+19        | 3 gennaio 2019               |                     |
| 15°       | Ritchie Torres           | Democratico  | D+27        | 3 gennaio 2021               |                     |
| 16°       | George Latimer           | Democratico  | D+21        | 3 gennaio 2025 - in carica18 |                     |
| 17°       | Mike Lawler              | Repubblicano | D+1         | 3 gennaio 2023               |                     |
| 18°       | Pat Ryan                 | Democratico  | D+2         | 13 settembre 2022            |                     |
| 19°       | Josh Riley               | Democratico  | D+1         | 3 gennaio 2025               |                     |
| 20°       | Paul Tonko               | Democratico  | D+8         | 3 gennaio 2013               |                     |
| 21°       | Elise Stefanik           | Repubblicano | R+10        | 3 gennaio 2015               |                     |
| 22°       | John Mannion             | Democratico  | D+4         | 3 gennaio 2025               |                     |
| 23°       | Nick Langworthy          | Repubblicano | R+10        | 3 gennaio 2023               |                     |
| 24°       | Claudia Tenney           | Repubblicano | R+11        | 11 febbraio 2021- in carica  |                     |
| 25°       | Joseph Morelle           | Democratico  | D+10        | 13 novembre 2018             |                     |
| 26°       | Tim Kennedy              | Democratico  | D+11        | 6 maggio 2024                |                     |

## Senato degli Stati Uniti d'America
| Senatore                   | Congresso                   | Senatore                  |
| Classe 1                   | Congresso                   | Classe 3                  |
| -------------------------- | --------------------------- | ------------------------- |
| Philip Schuyler (Pro-Amm)  | 1 (1789-1791)               | Rufus King (Pro-Amm)      |
| Aaron Burr (Anti-Amm)      | 3 (1793-1795)               | Rufus King (Pro-Amm)      |
| Aaron Burr (Anti-Amm)      | 3 (1793-1795)               | Rufus King (Pro-Amm)      |
| Aaron Burr (D-R)           | 4 (1795-1797)               | Rufus King (F)            |
| Aaron Burr (D-R)           | 4 (1795-1797)               | Vacante                   |
| Philip Schuyler (F)        | 5 (1797-1799)               | John Laurance (F)         |
| Vacante                    | 5 (1797-1799)               | John Laurance (F)         |
| John Sloss Hobart (F)      | 5 (1797-1799)               | John Laurance (F)         |
| Vacante                    | 5 (1797-1799)               | John Laurance (F)         |
| William North (F)          | 5 (1797-1799)               | John Laurance (F)         |
| Vacante                    | 5 (1797-1799)               | John Laurance (F)         |
| James Watson (F)           | 5 (1797-1799)               | John Laurance (F)         |
| 6 (1799-1801)              |                             | John Laurance (F)         |
| Vacante                    | Vacante                     |                           |
| Gouverneur Morris (F)      | John Armstrong, Jr. (D-R)   |                           |
| Gouverneur Morris (F)      | John Armstrong, Jr. (D-R)   | 7 (1801-1803)             |
| Gouverneur Morris (F)      | Vacante                     |                           |
| Theodorus Bailey (D-R)     | 8 (1803-1805)               | DeWitt Clinton (D-R)      |
| Vacante                    | 8 (1803-1805)               | DeWitt Clinton (D-R)      |
| John Armstrong, Jr. (D-R)  | 8 (1803-1805)               | DeWitt Clinton (D-R)      |
| Vacante                    | 8 (1803-1805)               | Vacante                   |
| Samuel L. Mitchill (D-R)   | 8 (1803-1805)               | John Armstrong, Jr. (D-R) |
| Samuel L. Mitchill (D-R)   | 9 (1805-1807)               | John Smith (D-R)          |
| Samuel L. Mitchill (D-R)   | 10 (1807-1809)              | John Smith (D-R)          |
| Obadiah German (D-R)       | 11 (1809-1811)              | John Smith (D-R)          |
| Obadiah German (D-R)       | 12 (1811-1813)              | John Smith (D-R)          |
| Obadiah German (D-R)       | 13 (1813-1815)              | Rufus King (F)            |
| Nathan Sanford (D-R)       | 14 (1815-1817)              | Rufus King (F)            |
| Nathan Sanford (D-R)       | 15 (1817-1819)              | Rufus King (F)            |
| Nathan Sanford (D-R)       | 16 (1819-1821)              | Rufus King (F)            |
| Martin Van Buren (D-R)     | 17 (1821-1823)              | Rufus King (F)            |
| Martin Van Buren (D-R)     | 18 (1823-1825)              | Rufus King (F)            |
| Martin Van Buren (J)       | 19 (1825-1827)              | Vacante                   |
| Martin Van Buren (J)       | 19 (1825-1827)              | Nathan Sanford (Anti-J)   |
| Martin Van Buren (J)       | 20 (1827-1829)              |                           |
| Vacante                    |                             |                           |
| Charles E. Dudley (J)      |                             |                           |
| 21 (1829-1831)             |                             |                           |
| 22 (1831-1833)             | William L. Marcy (J)        |                           |
| 22 (1831-1833)             | Vacante                     |                           |
| Nathaniel P. Tallmadge (J) | 23 (1833-1835)              | Silas Wright, Jr. (J)     |
| Nathaniel P. Tallmadge (J) | 24 (1835-1837)              | Silas Wright, Jr. (J)     |
| Nathaniel P. Tallmadge (J) | 25 (1837-1839)              | Silas Wright, Jr. (J)     |
| Vacante                    | 26 (1839-1841)              | Silas Wright, Jr. (J)     |
| Nathaniel P. Tallmadge (W) | 26 (1839-1841)              | Silas Wright, Jr. (J)     |
| 27 (1841-1843)             |                             | Silas Wright, Jr. (J)     |
| 28 (1843-1845)             |                             | Silas Wright, Jr. (J)     |
| Vacante                    | Vacante                     |                           |
| Daniel S. Dickinson (D)    | Henry A. Foster (D)         |                           |
| Daniel S. Dickinson (D)    | 29 (1845-1847)              | John Adams Dix (D)        |
| Daniel S. Dickinson (D)    | 30 (1847-1849)              | John Adams Dix (D)        |
| Daniel S. Dickinson (D)    | 31 (1849-1851)              | William H. Seward (W)     |
| Vacante                    | 32 (1851-1853)              | William H. Seward (W)     |
| Hamilton Fish (W)          | 32 (1851-1853)              | William H. Seward (W)     |
| 33 (1853-1855)             |                             | William H. Seward (W)     |
| 34 (1855-1857)             | William H. Seward (R)       |                           |
| Preston King (R)           | William H. Seward (R)       | 35 (1857-1859)            |
| Preston King (R)           | William H. Seward (R)       | 36 (1859-1861)            |
| Preston King (R)           | 37 (1861-1863)              | Ira Harris (R)            |
| Edwin D. Morgan (R)        | 38 (1863-1865)              | Ira Harris (R)            |
| Edwin D. Morgan (R)        | 39 (1865-1867)              | Ira Harris (R)            |
| Edwin D. Morgan (R)        | 40 (1867-1869)              | Roscoe Conkling (R)       |
| Reuben Fenton (R)          | 41 (1869-1871)              | Roscoe Conkling (R)       |
| Reuben Fenton (R)          | 42 (1871-1873)              | Roscoe Conkling (R)       |
| Reuben Fenton (R)          | 43 (1873-1875)              | Roscoe Conkling (R)       |
| Francis Kernan (D)         | 44 (1875-1877)              | Roscoe Conkling (R)       |
| Francis Kernan (D)         | 45 (1877-1879)              | Roscoe Conkling (R)       |
| Francis Kernan (D)         | 46 (1879-1881)              | Roscoe Conkling (R)       |
| Thomas C. Platt (R)        | 47 (1881-1883)              | Roscoe Conkling (R)       |
| Vacante                    | 47 (1881-1883)              | Roscoe Conkling (R)       |
| Warner Miller (R)          | 47 (1881-1883)              | Vacante                   |
| Warner Miller (R)          | 48 (1883-1885)              | Elbridge G. Lapham (R)    |
| Warner Miller (R)          | 49 (1885-1887)              | William M. Evarts (R)     |
| Frank Hiscock (R)          | 50 (1887-1889)              | William M. Evarts (R)     |
| Frank Hiscock (R)          | 51 (1889-1891)              | William M. Evarts (R)     |
| Frank Hiscock (R)          | 52 (1891-1893)              | Vacante                   |
| Edward Murphy, Jr. (D)     | 53 (1893-1895)              | David B. Hill (D)         |
| Edward Murphy, Jr. (D)     | 54 (1895-1897)              | David B. Hill (D)         |
| Edward Murphy, Jr. (D)     | 55 (1897-1899)              | Thomas C. Platt (R)       |
| Chauncey Depew (R)         | 56 (1899-1901)              | Thomas C. Platt (R)       |
| Chauncey Depew (R)         | 57 (1901-1903)              | Thomas C. Platt (R)       |
| Chauncey Depew (R)         | 58 (1903-1905)              | Thomas C. Platt (R)       |
| Chauncey Depew (R)         | 59 (1905-1907)              | Thomas C. Platt (R)       |
| Chauncey Depew (R)         | 60 (1907-1909)              | Thomas C. Platt (R)       |
| Chauncey Depew (R)         | 61 (1909-1911)              | Elihu Root (R)            |
| Vacante                    | 62 (1911-1913)              | Elihu Root (R)            |
| James A. O'Gorman (D)      | 62 (1911-1913)              | Elihu Root (R)            |
| 63 (1915-1915)             |                             | Elihu Root (R)            |
| 64 (1915-1917)             | James W. Wadsworth, Jr. (R) |                           |
| William M. Calder (R)      | James W. Wadsworth, Jr. (R) | 65 (1917-1919)            |
| William M. Calder (R)      | James W. Wadsworth, Jr. (R) | 66 (1919-1921)            |
| William M. Calder (R)      | James W. Wadsworth, Jr. (R) | 67 (1921-1923)            |
| Royal S. Copeland (R)      | James W. Wadsworth, Jr. (R) | 68 (1923-1925)            |
| Royal S. Copeland (R)      | James W. Wadsworth, Jr. (R) | 69 (1925-1927)            |
| Royal S. Copeland (R)      | 70 (1927-1929)              | Robert F. Wagner (R)      |
| Royal S. Copeland (R)      | 71 (1929-1931)              | Robert F. Wagner (R)      |
| Royal S. Copeland (R)      | 72 (1931-1933)              | Robert F. Wagner (R)      |
| Royal S. Copeland (R)      | 73 (1933-1935)              | Robert F. Wagner (R)      |
| Royal S. Copeland (R)      | 74 (1935-1937)              | Robert F. Wagner (R)      |
| Royal S. Copeland (R)      | 75 (1937-1939)              | Robert F. Wagner (R)      |
| Vacante                    |                             | Robert F. Wagner (R)      |
| James M. Mead (D)          |                             | Robert F. Wagner (R)      |
| 76 (1939-1941)             |                             | Robert F. Wagner (R)      |
| 77 (1941-1943)             |                             | Robert F. Wagner (R)      |
| 78 (1943-1945)             |                             | Robert F. Wagner (R)      |
| 79 (1945-1947)             |                             | Robert F. Wagner (R)      |
| Irving M. Ives (R)         | 80 (1947-1949)              | Robert F. Wagner (R)      |
| Irving M. Ives (R)         | 81 (1949-1951)              | Robert F. Wagner (R)      |
| Irving M. Ives (R)         | Vacante                     |                           |
| Irving M. Ives (R)         | John Foster Dulles (R)      |                           |
| Irving M. Ives (R)         | Herbert H. Lehman (D)       |                           |
| Irving M. Ives (R)         | 82 (1951-1953)              |                           |
| Irving M. Ives (R)         | 83 (1953-1955)              |                           |
| Irving M. Ives (R)         | 84 (1955-1957)              |                           |
| Irving M. Ives (R)         | 85 (1957-1959)              | Vacante                   |
| Kenneth Keating (R)        | 86 (1959-1961)              | Jacob K. Javits (R)       |
| Kenneth Keating (R)        | 87 (1961-1963)              | Jacob K. Javits (R)       |
| Kenneth Keating (R)        | 88 (1963-1965)              | Jacob K. Javits (R)       |
| Robert F. Kennedy (D)      | 89 (1965-1967)              | Jacob K. Javits (R)       |
| Robert F. Kennedy (D)      | 90 (1967-1969)              | Jacob K. Javits (R)       |
| Vacante                    |                             | Jacob K. Javits (R)       |
| Charles Goodell (R)        |                             | Jacob K. Javits (R)       |
| 91 (1969-1971)             |                             | Jacob K. Javits (R)       |
| James L. Buckley (C)       | 92 (1971-1973)              | Jacob K. Javits (R)       |
| James L. Buckley (C)       | 93 (1973-1975)              | Jacob K. Javits (R)       |
| James L. Buckley (C)       | 94 (1975-1977)              | Jacob K. Javits (R)       |
| Daniel P. Moynihan (D)     | 95 (1977-1979)              | Jacob K. Javits (R)       |
| Daniel P. Moynihan (D)     | 96 (1979-1981)              | Jacob K. Javits (R)       |
| Daniel P. Moynihan (D)     | 97 (1981-1983)              | Al D'Amato (R)            |
| Daniel P. Moynihan (D)     | 98 (1983-1985)              | Al D'Amato (R)            |
| Daniel P. Moynihan (D)     | 99 (1985-1987)              | Al D'Amato (R)            |
| Daniel P. Moynihan (D)     | 100 (1987-1989)             | Al D'Amato (R)            |
| Daniel P. Moynihan (D)     | 101 (1989-1991)             | Al D'Amato (R)            |
| Daniel P. Moynihan (D)     | 102 (1991-1993)             | Al D'Amato (R)            |
| Daniel P. Moynihan (D)     | 103 (1993-1995)             | Al D'Amato (R)            |
| Daniel P. Moynihan (D)     | 104 (1995-1997)             | Al D'Amato (R)            |
| Daniel P. Moynihan (D)     | 105 (1997-1999)             | Al D'Amato (R)            |
| Daniel P. Moynihan (D)     | 106 (1999-2001)             | Chuck Schumer (D)         |
| Hillary Clinton (D)        | 107 (2001-2003)             | Chuck Schumer (D)         |
| Hillary Clinton (D)        | 108 (2003-2005)             | Chuck Schumer (D)         |
| Hillary Clinton (D)        | 109 (2005-2007)             | Chuck Schumer (D)         |
| Hillary Clinton (D)        | 110 (2007-2009)             | Chuck Schumer (D)         |
| Hillary Clinton (D)        | 111 (2009-2011)             | Chuck Schumer (D)         |
| Kirsten Gillibrand (D)     |                             | Chuck Schumer (D)         |
| 112 (2011-2013)            |                             | Chuck Schumer (D)         |
| 113 (2013-2015)            |                             | Chuck Schumer (D)         |
| 114 (2015-2017)            |                             | Chuck Schumer (D)         |
| 115 (2017-2019)            |                             | Chuck Schumer (D)         |
| 116 (2019-2021)            |                             | Chuck Schumer (D)         |
| 117 (2021-2023)            |                             | Chuck Schumer (D)         |
| 118 (2023-2025)            |                             | Chuck Schumer (D)         |
| 119 (2025-2027)            |                             | Chuck Schumer (D)         |